# Roosevelt, Arizona
Roosevelt je naseljeno područje za statističke svrhe u američkoj saveznoj državi Arizona. Prema popisu stanovništva iz 2010. u njemu je živjelo 28 stanovnika.